# Alastair Campbell

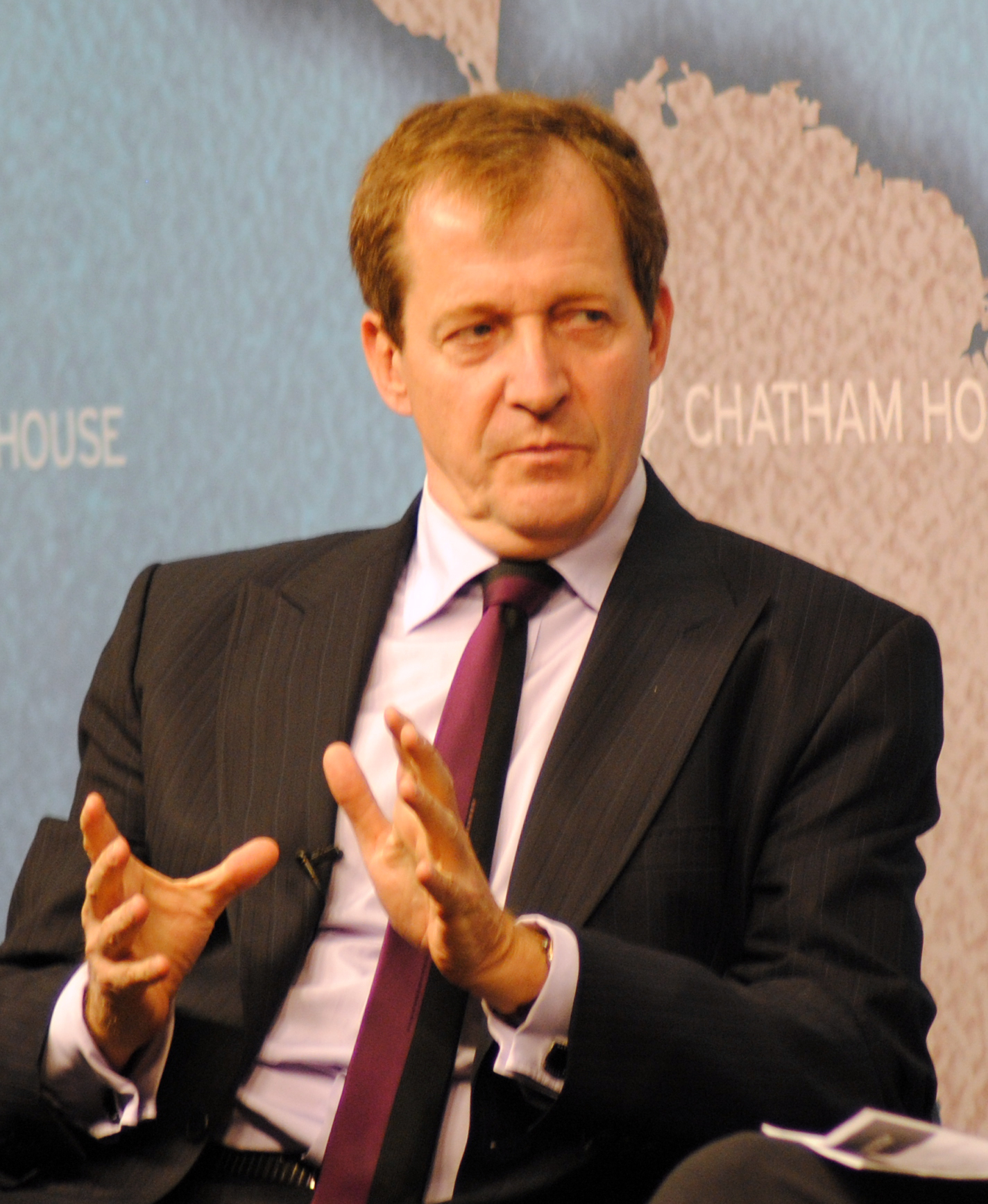
Alastair Campbell (2012)

Alastair John Campbell (* 25. Mai 1957 in Keighley, Grafschaft West Yorkshire, England) war der Leiter des Bereichs Kommunikation und Strategie der britischen Regierung von Tony Blair und gilt als einer der „Architekten“ von New Labour.

## Frühe Medien-Karriere
Campbell ist der Sohn eines schottischen Tierarztes und kam im nordenglischen Keighley zur Welt. Er ging in Leicester zur Schule und studierte dann die deutsche und die französische Sprache am Gonville and Caius College in Cambridge. Frühzeitig interessierte er sich für den Journalismus und arbeitete als Reporter für die Tavistock Times. Er zog dann nach London, um beim Daily Mirror als politischer Korrespondent anzufangen. Der rasche Aufstieg und die Arbeitsüberlastung führten 1986 zu einer persönlichen Krise mit Alkoholmissbrauch und einem Nervenzusammenbruch, doch erholte sich Campbell wieder und nahm in der Folge vermehrt Kontakt zur Labour Party auf, der der Daily Mirror als linkes Blatt nahestand. Campbell wurde enger Mitarbeiter von Neil Kinnock und arbeitete mit dem Medienunternehmer Robert Maxwell zusammen. Campbell verließ Anfang der 1990er den Daily Mirror und ging zur Boulevardzeitung Today.

## Regierungssprecher
Nach dem Wahlsieg Tony Blairs und dessen Regierungsübernahme im Jahre 1997 wurde Campbell dessen Sprecher und „Spin-Doctor“. Im Vorfeld des Wahlkampfs hatte er eine wichtige Rolle gespielt, indem er diesen mit Peter Mandelson gemeinsam koordinierte, wobei er mitunter auch Journalisten persönlich verbal angriff, die sich kritisch gegenüber New Labour äußerten. Blair ernannte Campbell zu seinem Kommunikationschef (Director of Communications), als der er verantwortlich für die Öffentlichkeitsarbeit von 10 Downing Street wurde. In dieser Funktion besaß er einen so großen Einfluss, dass er bisweilen als heimlicher Vize-Premierminister angesehen wurde. Nach dem erneuten Wahlsieg Blairs im Jahr 2001 wurde auch Campbell in seinem Amt bestätigt. Allerdings stieß er zunehmend auch parteiintern auf Kritik, da man dem Quereinsteiger vorwarf, die Rolle etablierter Minister und Labour-Abgeordneter zu reduzieren. Gleichzeitig galt er aber als absolut loyaler Anhänger Blairs, und sein Umgang mit den Medien wurde allgemein als professionell und effektiv bewertet.

## Rolle bei der Irak-Dossier-Kontroverse
Eine entscheidende Rolle spielte er bei der Kontroverse um ein Dossier, das im Vorfeld des Irak-Krieges im Februar 2003 von einer unmittelbar drohenden Gefahr durch irakische Massenvernichtungswaffen sprach, die binnen 45 Minuten einsatzbereit seien. Diese Darstellung Campbells, bei der er sich auf nachrichtendienstliche Quellen berief, war maßgeblich mitverantwortlich für die Entscheidung des britischen Unterhauses zu Gunsten des Einsatzes im Irak. Später wurde in einem Bericht der BBC von dem Reporter Andrew Gilligan der Vorwurf erhoben, Campbell habe die Nachrichtendienst-Berichte für die Öffentlichkeit aufgebauscht („sexed up“) und er habe Informationen verwertet, von denen er wusste, dass sie sachlich unzutreffend gewesen seien. Campbell forderte daraufhin eine Entschuldigung durch die BBC und die Nennung ihrer Quellen. Dies wurde zunächst verweigert, auf anhaltenden Druck der Labour-Regierung hin nannte die BBC aber schließlich den Biowaffenexperten David Kelly als ihren Informanten. Kelly nahm sich daraufhin das Leben. Die Hutton-Kommission untersuchte daraufhin die Hintergründe der Affäre. Dabei stellte sich heraus, dass Campbell tatsächlich persönlich Formulierungsvorschläge für Geheimdienstberichte machte, die dem Dossier zugrunde lagen. In seinen Aufzeichnungen brachte Campbell zudem zum Ausdruck, dass er hoffte, eine Aufdeckung Kellys als Quelle würde der BBC den gewünschten Schaden zufügen. Dennoch sprach der Abschlussbericht Huttons Campbell von einer Mitverantwortung an Kellys Tod frei. Der öffentliche Druck auf ihn war aber inzwischen so sehr gestiegen, dass Campbell am 29. August 2003 die politischen Konsequenzen zog und von seinem Posten zurücktrat.

## Nach dem Rücktritt
Campbell mischte sich auch nach seinem Rücktritt regelmäßig in die Politik und das Mediengeschäft ein und kritisierte z. B. häufig die Berichterstattung der Daily Mail. Im Jahre 2005 unterstützte er erneut, wenn auch ohne offizielle Funktion, den Wahlkampf von New Labour. Daneben beschäftigte er sich mit der Sportberichterstattung, so im Umfeld seines Lieblings-Fußballvereins FC Burnley oder als er 2005 die Rugby-Mannschaft British and Irish Lions auf ihrer Tour nach Neuseeland begleitete. Für einen Skandal sorgte eine E-Mail, die Campbell an einen Parteifunktionär von New Labour schicken wollte, die aber an einen Journalisten fehlgeleitet wurde; in der Mail kritisierte Campbell mit der für ihn typischen drastischen Ausdrucksweise („Now fuck off and cover something important you twats!“, zu deutsch etwa: „Verpisst euch und berichtet mal über wirklich wichtige Sachen, ihr Idioten!“) die Berichterstattung.
Am Tag der Europawahl im Vereinigten Königreich, dem 26. Mai 2019, bei der es im Wahlkampf vor allem um die Frage des bevorstehenden EU-Austritts ging, erklärte Campbell im BBC-Fernsehen, dass er dieses Mal „zum ersten Mal im Leben“ die Liberal Democrats gewählt habe. Es sei für ihn ein seltsames Gefühl gewesen, aber die Labor Party habe ihre Wähler, ihre Parteimitglieder und das ganze Land im Stich gelassen. Am Folgetag wurde Campbell daraufhin aus der Labour Party ausgeschlossen. Zur offiziellen Begründung hieß es, dass eine Stimmabgabe für eine andere Partei mit einer Labour-Mitgliedschaft inkompatibel sei. Zunächst kündigte Campbell an, gegen den Parteiausschluss gerichtlich vorzugehen. Im Juli 2019 gab er in einem offenen Brief an Parteiführer Jeremy Corbyn bekannt, dass er nicht mehr länger in die Partei wiederaufgenommen werden wolle. Er begründete dies mit Corbyns Fehlern in der Brexit-Frage und dem grassierenden Antisemitismus innerhalb Labours. Zudem forderte er Corbyn auf, die Konsequenzen aus seinem Scheitern in diesen Themen zu ziehen und zurückzutreten.

## Veröffentlichung der Tagebücher (2007)
Während seiner Zeit in der Downing Street schrieb Campbell ein Tagebuch, das angeblich zwei Millionen Wörter umfasst. Ausgewählte Ausschnitte wurden am 9. Juli 2007 unter dem Titel The Blair Years (die Blair Jahre) veröffentlicht und erfuhren großes Medieninteresse in Großbritannien. Ein Hauptinteresse galt dabei allem, was ausgelassen sein mochte, insbesondere in Bezug auf die Beziehung zwischen Blair und dem Finanzminister Gordon Brown. Campbell brachte zum Ausdruck, dass er die Situation für Brown als Premierminister nicht schwieriger machen wolle und die Labour Partei nicht beschädigen möchte, und stellte eine spätere vollständigere Veröffentlichung in Aussicht, die dann in den Jahren 2010 und 2011 erfolgte.

## Veröffentlichungen
- Prelude to Power 1994 - 1997, Vol. One. Hutchinson, London 2010, ISBN 978-0-09-949345-7.
- Power and the People May 1997 - June 1999, Vol. Two, Hutchinson, London 2011, ISBN 978-0-09-949346-4.
- Power and Responsibility 1999 - 2001, Vol. Three, Hutchinson, London 2011, ISBN 978-0-09-179736-2.